# Kostenahalli, Srinivaspur
Kostenahalli là một làng thuộc tehsil Srinivaspur, huyện Kolar, bang Karnataka, Ấn Độ.